# پینگو
پینگو (به آلمانی: Pingu) یک مجموعه انیمیشن استاپ‌موشن کمدی، ساختهٔ اوتمار گوتمان محصول کشور سوئیس است و داستان «پینگو» پنگوئن کوچک و اتفاقاتی که در جریان زندگی عادی با خانواده‌اش می‌افتد را نشان می‌دهد.
با استفاده از شخصیت پینگو بازی‌های ویدئویی برای کنسول نینتندو دی‌اس، گیم بوی و پلی‌استیشن تولید شده است.

## تاریخچه
از سال ۱۹۸۶ تا ۲۰۰۰ مجموع ۱۵۶ اپیزود پنج دقیقه‌ای اصلی به همراه یک اپیزود مخصوص بیست دقیقه‌ای بنام یک عروسی خیلی خاص تولید شد و سپس دوباره از سال ۲۰۰۳ تا ۲۰۰۶ اپیزودهای دیگری در ۳ فصل با داستان‌نویسی سیلیو ماتزولا و کارگردانی اوتمار گوتمان با همان سبک پویانمایی خمیری در استودیوی تریک‌فیلم‌استودیو در روسیکون سوئیس تولید شد.

## شخصیت‌های اصلی
پینگو: شخصیت اصلی این مجموعه یک بچه پنگوئن بازیگوش و کنجکاو است. او پسری با اراده و مصمم ولی زودرنج است.
پینگا: خواهر کوچکتر پینگو است و از قسمت «تازه‌وارد» به این مجموعه افزوده شد. او شبیه بچه پنگوئن امپراتور است.
پدر و مادر:
پدر پینگو یک پست‌چی است که در نخستین اپیزودهای این مجموعه همیشه در حال کشیدن پیپ بود که بعدها آن را ترک کرد. او یک سورتمه موتوری دارد که با آن نامه‌ها را پخش می‌کند که در این کار پینگو نیز گاه او را کمک می‌کند.
مادر پینگو خانه‌دار است که بیشتر زمان خود را صرف شست‌شو و پخت‌وپز در خانه می‌کند. پینگو و پینگا در کارهای خانه به مادرشان کمک می‌کنند.
نام پدر و مادر پینگو در این مجموعه مشخص نیست.
پدربزرگ: او پدربزرگ پینگو و پینگا است. نخستین بار در اپیزود «درس موسیقی» ظاهر شد. او که آکوردئونیست بود در این قسمت برای پینگو قطعه‌ای را می‌نوازد. او در گذشته وزنه‌بردار بود.